# 阿武剋一弘
阿武剋 一弘（おうのかつ かずひろ、2000年5月5日 - ）は、モンゴル国オブス県出身で、阿武松部屋所属の現役大相撲力士。本名はバトジャルガル・チョイジルスレン。身長185cm、体重167kg、最高位は東前頭3枚目（2025年7月場所）。血液型はB型。

## 来歴
モンゴルに住んでいた小学校6年時から中学校3年時まではサッカーをしていたほか、中学時代には数学オリンピックのオブス県大会で優勝経験がある。15歳で来日して新名学園旭丘高等学校に入学し、相撲を始めた。同高校にとっては留学1期生である。2年時に関東大会無差別級優勝。3年時に全国高校総体準優勝。高校卒業後は日本体育大学に進学し、4年時に全国学生相撲選手権大会で優勝して学生横綱のタイトルと、大相撲の幕下15枚目格付出の資格を獲得した。
大学卒業後は大相撲に入門することを大学3年時に志し、2022年末から阿武松部屋で研修を開始した。2023年9月場所前に正式に入門し、同場所の新弟子検査で合格した。「阿武剋 一弘」という四股名には、自分に打ち勝つという意味で下剋上の『剋』を入れ、下の名は母校相撲部の恩師の名前を組み合わせた。興行ビザの取得を待って翌11月場所で初土俵。同年9月30日の理事会で付出資格が改定されたことに伴い、幕下付出は最下位（60枚目）格に一本化されたため、旧制度の幕下15枚目格付出として初土俵を踏む最後の力士となった。初土俵の場所は5勝2敗だった。初土俵から2場所目、2024年1月場所は5日目の3番相撲で伯桜鵬に勝利するなど実力者相手に力を発揮し、6勝1敗だった。
初土俵から3場所目、2024年3月場所は9日目の5番相撲で勝ち越しを決め、新十両昇進に前進と報じられた。この場所を5勝2敗で終え、場所後の3月27日に行われた番付編成会議で、5月場所での新十両昇進が決定した。新十両会見では大学の同期の大の里の活躍に悔しがっていた。
東十両12枚目で迎えた5月場所、初日から4連勝の後、3月場所の幕下7番相撲で敗れ目の前での優勝を許した昇進同期の風賢央に敗れ十両初黒星を喫したものの、6日目から連勝し優勝争いに名を連ねる。13日目には1敗で並ぶ遠藤を破り8連勝。しかし14日目に同じく1敗の若隆景に敗れ優勝争いからは後退、千秋楽は勝利し13勝2敗の好成績だったものの優勝は逃した。7月場所は西十両筆頭で9勝6敗の成績を残し、9月場所で新入幕を果たし西前頭14枚目となる。新入幕会見では、モンゴルの大相撲テレビ中継に映る自分の相撲を故郷の家族に見せてあげたいと語った（モンゴル国内でテレビ中継されるのは幕内の取組のみ）。しかし9月場所は初日から連敗し、3日目に髙安に勝ち幕内初勝利を挙げたもののその後も黒星が先行し、12日目に玉鷲に敗れデビュー後初の負け越しとなる8敗目を喫する。しかし13日目から3連勝で7勝8敗で終えた。

## 取り口
得意手は右四つ、諸差し、寄り。入幕して日が浅い時点で元稀勢の里の二所ノ関は、左の使い方の巧さを指摘しつつも「圧力のない日馬富士関」とかつてのライバルに例えながらパワー不足を指摘している。

## 人物
- 師匠の阿武松（元幕内・大道）は「相撲に対して熱心で。温厚で頭も良い」と評しており、旭丘高校2年時で既に日本語を覚えるためのノートをつける必要がなくなったという。十両昇進会見では音羽山（元横綱・鶴竜）のような流暢な日本語を披露した[13]。
- 好きな歌は河島英五の『時代おくれ』で新十両会見では「2番の歌詞がいいんですよ」とそらんじた[13]。
- 数学オリンピックの実績を残している通り頭脳明晰で、相撲教習所も首席に相当する「優等賞」を授与される形で卒業している[14]。

## 主な成績
2025年7月場所終了現在

### 通算成績
- 生涯戦歴：87勝54敗（11場所）
- 幕内戦歴：49勝41敗（6場所）

### 場所別成績
| | 一月場所 初場所（東京） | 三月場所 春場所（大阪） | 五月場所 夏場所（東京） | 七月場所 名古屋場所（愛知） | 九月場所 秋場所（東京） | 十一月場所 九州場所（福岡） |
| --- | ----------------------- | ----------------------- | ----------------------- | --------------------------- | ----------------------- | --------------------------- |
| 2023年 （令和5年） | x                       | x                       | x                       | x                           | x                       | 幕下付出15枚目 5–2          |
| 2024年 （令和6年） | 東幕下8枚目 6–1         | 西幕下2枚目 5–2         | 東十両12枚目 13–2       | 西十両筆頭 9–6              | 西前頭14枚目 7–8        | 東前頭15枚目 9–6            |
| 2025年 （令和7年） | 西前頭12枚目 7–8        | 西前頭12枚目 10–5       | 東前頭8枚目 10–5        | 東前頭3枚目 6–9             | x                       | x                           |
| 各欄の数字は、「勝ち-負け-休場」を示す。 優勝 引退 休場 十両 幕下 三賞：敢=敢闘賞、殊=殊勲賞、技=技能賞 その他：★=金星 番付階級：幕内 - 十両 - 幕下 - 三段目 - 序二段 - 序ノ口 幕内序列：横綱 - 大関 - 関脇 - 小結 - 前頭（「#数字」は各位内の序列） |                         |                         |                         |                             |                         |                             |

## 幕内対戦成績
いずれも2025年7月場所終了現在
| 力士名   | 勝数 | 負数 | 力士名   | 勝数 | 負数 | 力士名   | 勝数 | 負数 | 力士名   | 勝数 | 負数 |
| -------- | ---- | ---- | -------- | ---- | ---- | -------- | ---- | ---- | -------- | ---- | ---- |
| 安青錦   | 0    | 1    | 朝紅龍   | 1    | 2    | 熱海富士 | 1    | 0    | 阿炎     | 1    | 1    |
| 一山本   | 2    | 0    | 宇良     | 1    | 0    | 遠藤     | 1    | 0    | 欧勝馬   | 1    | 2    |
| 王鵬     | 1    | 1    | 大の里   | 0    | 1    | 輝       | 1    | 0    | 嘉陽     | 1    | 0    |
| 北の若   | 2    | 0    | 霧島     | 0    | 1    | 金峰山   | 3    | 0    | 琴櫻     | 0    | 1    |
| 琴勝峰   | 0    | 2    | 佐田の海 | 2    | 0    | 獅司     | 1    | 1    | 湘南乃海 | 3    | 0    |
| 白熊     | 1    | 1    | 隆の勝   | 0    | 1    | 髙安     | 2    | 1    | 宝富士   | 1    | 2    |
| 尊富士   | 1    | 2    | 玉鷲     | 1    | 2    | 美ノ海   | 1    | 0    | 千代翔馬 | 1    | 1    |
| 時疾風   | 1    | 1    | 翔猿     | 1    | 0    | 錦木     | 1    | 2    | 錦富士   | 3    | 1    |
| 伯桜鵬   | 1    | 3    | 英乃海   | 0    | 1    | 平戸海   | 0    | 2    | 武将山   | 2    | 0    |
| 北勝富士 | 0    | 1    | 御嶽海   | 1    | 0    | 翠富士   | 2    | 1    | 明生     | 2    | 1    |
| 竜電     | 1    | 1    | 狼雅     | 1    | 3    | 若隆景   | 0    | 2    | 若元春   | 1    | 0    |

（太字は2025年7月場所終了現在、現役力士）

## 改名歴
- 阿武剋 一弘（おうのかつ かずひろ）2023年11月場所 -